# Одынец (герб)
Одынец (пол. Odyniec) — польский дворянский герб.

## Описание
В  голубом поле серебряная стрела, летящая вверх. Нижний конец у неё заломан вправо, а в средине она перекрещёна бруском или эфесом от шпаги. На шлеме поставлено пять страусовых перьев. Название этого знамени, употреблявшегося издавна в Червонной Руси, объясняется пожалованием его витязю, отличавшемуся телесной силой до того, что он один выходил на бой с врагами.

## Герб используют
Бахрымовские (Bahrymowski), Бариновские (Одинцевичи князья Б., Barynowski, Odyncewicz B.), Богуши (Bohusz), Брозовецкие (Brozowiecki), Бржозовецкие (Brzozowiecki), Бурбы (Burba, Burbo), Германские (Giermanski), Гольцовские (Holcowski), Одынец (Odyniec), Одынцевичи (Odyncewicz, Adzincewicz), Одынские (Odynski), Шпаковичи (Shpakovychi), (Омелинские (Омылинские, Omylinski, Omelinski), Шостовицкие (Szostowicki), Шишки (Szyszka), Вислоухи (Wislouch), Забковские (Zabkowski).
Одинец изм.Богуши (Bohusz); Бурбы (Burba); Шишки (Szyszka); Выслоухи (Wyslouch, Wislouch); Мацей, епископ Виленский.